# Lasiona
Lasiona (Grieks: Λασιώνα; Oudgrieks en Katharevousa: Λασιών, Lasion) is een gemeente in de Griekse regio West-Griekenland, in het departement Ilia. De gemeente telt 2562 inwoners.